# Givi Kartozija
Givi Kartozija (29. března 1929 Batumi – 3. dubna 1998 Tbilisi) byl sovětský a gruzínský zápasník, olympijský vítěz z roku 1956.

## Sportovní kariéra
Zápasení se začal aktivně věnovat po druhé světové válce v Tbilisi v klubu Iskra pod vedením Giorgi Vardzelašviliho. Koncem čtyřicátých let dvacátého století si do své klasické (řecko-římské) tréninkové skupiny vybral trenér Leonid Dzekonski. V sovětské mužské reprezentaci se pohyboval od počátku padesátých let ve váze do 79 kg. V roce 1952 dostal v sovětské nominaci na olympijské hry v Helsinkách přednost Nikolaj Belov. Od roku 1953 patřil k nejlepším klasikům své doby. V roce 1954 startoval na mistrovství světa v Tokiu ve volném stylu jako náhradník za zraněného Davita Cimakuridzeho.
V roce 1956 po dvou titulech mistra světa nebyl v optimální formě. Na dubnové Spartakiádě národů SSSR prohrál ve finále s moskevským Viktorem Rekovem a na olympijských hrách v Melbourne prohrál úvodní zápas se Švédem Rune Janssonem. V pátém kole porazil na klasifikační body vedoucího Bulhara Dimitara Dobreva, a protože Dobrev v posledním šestém kole porazil jeho přemožitele Švéda Janssona získal s nejmenším počtem klasifikačních bodů zlatou olympijskou medaili. Sportovní kariéru ukončil po zisku třetího titulu mistra světa v roce 1958.
V olympijském roce 1960 se na jaře zranila ve váze do 87 kg sovětská reprezentační jednička Rostom Abašidze. Aby gruzínští sportovní představitelé neztratili účastnické místo pro olympijské hry v Římě přemluvili ho k návratu. Po pátém kole olympijské soutěže zůstal se třemi zápasníky se shodným skóre – 5 klasifikačními (negativními) body. V šestém kole prohrál s Turkem Tevfikem Kışem 1:3 na klasifikační body a Bulhar Krali Bimbalov porazil Maďara Pétera Pitiho rovněž 1:3 na technické body. Protože Pitiho v předchozích kolech porazil získal se shodnými 8 klasifikačními body bronzovou olympijskou medaili. Vzápětí ukončil sportovní kariéru. Věnoval se trenérské a rozhodcovské práci. Zemřel v Tbilisi v roce 1998.

## Vyznamenání
- Řád rudého praporu práce – Sovětský svaz
- Řád odznaku cti – Sovětský svaz, 1957
- Řád Vachtanga Gorgasaliho II. třídy – Gruzie
- Řád Vachtanga Gorgasaliho III. třídy – Gruzie
- Řád cti – Gruzie

## Výsledky

### Řecko-římský styl
| Turnaj            | 1953 | 1954 | 1955 | 1956 | 1957 | 1958 | 1959 | 1960 |
| Turnaj            | 24   | 25   | 26   | 27   | 28   | 29   | 30   | 31   |
| Turnaj            | -79  | -79  | -79  | -79  | -79  | -79  |      | -87  |
| ----------------- | ---- | ---- | ---- | ---- | ---- | ---- | ---- | ---- |
| Olympijské hry    |      |      |      | 1.   |      |      |      | 3.   |
| Mistrovství světa | 1.   |      | 1.   |      |      | 1.   |      |      |

### Volný styl
| Turnaj            | 1953 | 1954 | 1955 | 1956 | 1957 | 1958 | 1959 | 1960 |
| Turnaj            | 24   | 25   | 26   | 27   | 28   | 29   | 30   | 31   |
| Turnaj            | -79  | -79  | -79  | -79  | -79  | -79  |      | -87  |
| ----------------- | ---- | ---- | ---- | ---- | ---- | ---- | ---- | ---- |
| Olympijské hry    |      |      |      | —    |      |      |      | —    |
| Mistrovství světa |      | 5.   |      |      | —    |      | —    |      |